# Terebi anime 30 shūnen kinen - Doraemon terebi shudaika taizenshū
Terebi anime 30 shūnen kinen - Doraemon terebi shudaika taizenshū (テレビアニメ30周年記念 ドラえもんテレビ主題歌大全集?, Terebi anime san-jū shūnen kinen - Doraemon terebi shudaika taizenshū, lett. "Celebrazione del trentesimo anniversario dell'anime televisivo - Raccolta completa delle colonne sonore televisive di Doraemon") è una raccolta delle canzoni di apertura e chiusura usate nell'anime Doraemon.
L'album, pubblicato il 25 dicembre 2009 con etichetta Nippon Columbia, intende festeggiare i 30 anni dalla prima apparizione televisiva di Doraemon. Esso contiene sia sigle appartenenti alla serie animata del 1979, sia a quella del 2005.

## Tracce
- Disco 1 - Sigle di apertura

1. Yume o kanaete Doraemon (夢をかなえてドラえもん? lett. "Realizza i miei sogni, Doraemon") cantata da MAO, TV: 2007–oggi
2. Hagu shichao (ハグしちゃお? lett. "Abbracciamoci") cantata da Rimi Natsukawa, TV: 2005–2007
3. Boku Doraemon (ぼくドラえもん? lett. "Io sono Doraemon") cantata da Nobuyo Ōyama
4. Doraemon no uta (ドラえもんのうた? lett. "La canzone di Doraemon") cantata da Kumiko Ōsugi, TV 1973-1975, film correlati: 1980-1989
5. Doraemon no uta (ドラえもんのうた? lett. "La canzone di Doraemon") cantata da Satoko Yamano, TV: 1979–2001, film correlati: 1990-1999 e 2001-2004
6. Doraemon no uta (ドラえもんのうた? lett. "La canzone di Doraemon") cantata da Tokyo Purin, TV: 2002–2003
7. Doraemon no uta (ドラえもんのうた? lett. "La canzone di Doraemon") cantata da Misato Watanabe, TV: 2003–2004
8. Doraemon no uta (ドラえもんのうた? lett. "La canzone di Doraemon") cantata da AJI, TV: 2004–2005
9. Doraemon ekaki-uta (ドラえもん・えかきうた? lett. "Doraemon - La canzone del disegnatore") cantata da Wasabi Mizuta
10. Dorami-chan ekaki-uta (ドラミちゃんのえかきうた? lett. "La canzone del disegnatore di Dorami") cantata da Chiaki
11. Doraemon ekaki-uta (ドラえもん・えかきうた? lett. "Doraemon - La canzone del disegnatore") cantata da Nobuyo Ōyama
12. Dorami-chan ekaki-uta (ドラミちゃんのえかきうた? lett. "La canzone del disegnatore di Dorami") cantata da Keiko Yokozawa

- Disco 2 - Sigle di chiusura

1. Aoi sora wa pocket sa (青い空はポケットさ?, Aoi sora wa poketto sa, lett. "Il cielo azzurro è una tasca") cantata da Kumiko Ōsugi
2. Marugao no uta (まる顔のうた? lett. "La canzone del viso rotondo") cantata da Nobuyo Ōyama
3. Santa Claus wa doko no hito (サンタクロースはどこのひと?, Santa Kurōsu wa doko no hito, lett. "Da dove viene Babbo Natale?") cantata da Nobuyo Ōyama
4. Boku-tachi chikyū-jin (ぼくたち地球人? lett. "Noi terrestri") cantata da Mitsuko Horie
5. Aozora-tte ii na (青空っていいな? lett. "Com'è bello il cielo azzurro") cantata da Mitsuko Horie
6. Ashita mo tomodachi (あしたも♥ともだち? lett. "Anche domani amici") cantata da Yui Nishiwaki
7. Boku Doraemon 2112 (ぼくドラえもん2112? lett. "Io sono Doraemon 2112") cantata da Nobuyo Ōyama
8. Mata aeru hi made (またあえる日まで? lett. "Fino al giorno in cui ci potremo rincontrare") cantata da Yuzu
9. Tanpopo no uta (タンポポの詩? lett. "La canzone del dente di leone") cantata da The Alfee
10. Yume biyori (YUME日和? lett. "Un giorno da sogno") cantata da Hitomi Shimatani
11. Aa ii na! (あぁ いいな!? lett. "Ah, che bello!") cantata da Double You
12. Doraemon ondo (ドラえもん音頭? lett. "La ballata di Doraemon") cantata da Nobuyo Ōyama
13. Odore dore dora Doraemon ondo (踊れ・どれ・ドラ ドラえもん音頭? lett. "Balla! Dore-dora - La ballata di Doraemon") cantata da Wasabi Mizuta e dai Dorakko Tai
14. Odore dore dora Doraemon ondo 2007 (踊れ・どれ・ドラ ドラえもん音頭 2007? lett. "Balla! Dore-dora - La ballata di Doraemon 2007") cantata da Wasabi Mizuta e dai Dorakko Tai